# 大自然的魔獸巴奇
《大自然的魔獸巴奇》，是1984年8月19日，日本電視台《24小時電視「以愛拯救地球」》(第7次)的日本電視動畫。製作單位是手塚製作。基因改造是21世紀的社會問題之一，而此動畫正是批評日本政府於1984年批准重組DNA研究之舉。

## 故事概要
在南美密林的深處，一個叫良介的日本獵人與一個土生土長的男孩捷高正等待著一隻令人畏懼的野獸。然而，良介好像對這隻野獸相當熟悉，在此時良介回憶起他的童年。
當時還是暴走族的良介與摩托車幫會成員在公路狂飆時遇到一名奇怪的女人。一些幫會的成員與她搭訕，結果被「她」弄致重傷，幫會首領見狀打算在隱藏處伏擊「她」報仇，但是除了良介外所有幫會成員都被撕開。
那個「女人」根本不是真正的「人」，「她」是一隻基因改造的「貓女」，而且是被兒時的良介拯救和收養了的小貓－巴奇。但當「她」日漸長大，變得能用後腿走動甚而學會寫「她」自己的名字和講話時，巴奇突然離開良介，獨自一個直到這次相聚。
在良介與巴奇團聚後，他們決定合力找出巴奇誕生的真相，發現巴奇是良介母親與研究員製作的「產品」，把人和美洲獅的脫氧核糖核酸重組而成的「生物」。其後良與巴奇跟隨母親到南美洲，阻止實驗室人員與某國家的官員創造有可能摧毀人類的基因水稻，結果雖然摧毀水稻的基因，但良介的母親就此犧牲，也令良介誤會巴奇殺死自己的母親，誓言報復。
之後五年間，巴奇迅速回復「野性」，被人認為變得極度兇殘，並襲擊所有接近牠的人（其實襲擊人的是另一頭殺害捷高父親的野獸）。當良介用手槍擊中牠時，發現巴奇脖子上的小盒藏著母親的遺書，知道誤會了巴奇。第二天早上，巴奇的屍體不見了，但旁邊有一道走向遙遠山區的腳印。良介此刻希望巴奇能遠離人類，渡過餘生。

## 登場角色
- 巴奇（另譯：芭兒）（バギ）：島津冴子
- 良介（リョウ）：井上和彥

原本是暴走族的成員，對未來漠不關心的一個年輕日本人。他的父親是罪行記者，而作為遺傳學家的母親從沒有在家提及日常的實驗室工作。由於父母都忙於工作，所以從小開始便把巴奇視為親人。但好景不常，因為巴奇被人發現牠擁有超乎一般動物的能力，為免給良介帶來麻煩，巴奇只好無聲無色地離開良介。
在良介15年歲生日時巴奇與他重聚，但因誤會巴奇殺了他的媽媽，五年後變成獵人。
- 捷高（チコ）：鈴木一輝
- 施文・邦高（セメン・ボンド）：森功至
- 沙度上校（サドー大佐）：池田勝
- 良介的媽媽：池田昌子
- 總統：藤本讓